# Watervalderbeekdal
Het Watervalderbeekdal is een dal in het Heuvelland van Zuid-Limburg in de Nederlandse gemeente Meerssen. Het beekdal vormt het stroomgebied van de Watervalderbeek en de Vliekerwaterlossing.

## Geografie
Het dal heeft drie takken die alle drie, vanaf de monding gezien, een lengte hebben van ongeveer twee kilometer. De noordwestelijke tak van het dal strekt zich uit van het hoger gelegen Ulestraten in het noordoosten tot de rand van het dorp Meerssen in het zuidwesten. In het zuidwesten mondt het dal uit in het Geuldal. In het noordwesten, noordoosten en zuidoosten wordt het dal begrensd door de hellingen van het Centraal Plateau. Rond het dal liggen er verschillende heuvels, waaronder de Kruisberg, Wijngaardsberg en de Lange Raarberg. Op de Wijngaardsberg liggen wijngaarden en de hoeve Wijngaardsberghof.
In de noordwestelijke tak ontspringen meerdere bronnen, waaronder de Catharinabron (een kalktufbron), die samen de beek Vliekerwaterlossing voeden. Bij Humcoven mondt deze beek uit in de Watervalderbeek, die in de meest oostelijke tak van het Watervalderbeekdal ontspringt.
Op de hellingen van het dal liggen enkele bossen, waaronder het Kalverbosch en het Vliekerbos.

## Plaatsen in het dal
In het dal liggen de plaatsen:
- Ulestraten
- Groot en Klein Berghem
- Vliek (met Kasteel Vliek)
- Waterval
- Humcoven

## Geologie
In de noordhelling ligt de Groeve Waterval. Deze groeve is een geologisch monument en typelocatie van waar het Zand van Waterval wordt ontsloten.